# Schizopera lacusamari
Schizopera lacusamari är en kräftdjursart som beskrevs av Por och Ernst Marcus 1972. Schizopera lacusamari ingår i släktet Schizopera och familjen Diosaccidae. Inga underarter finns listade i Catalogue of Life.